# Doberschau-Gaußig
Doberschau-Gaußig (alt sòrab: Dobruša-Huska) és un municipi alemany que pertany a l'estat de Saxònia. Limita amb els municipis de Göda i Bautzen al nord, Obergurig a l'est, Wilthen al sud-est, Neukirch al sud i Schmölln-Putzkau i Demitz-Thumitz a l'oest.

## Viles i llogarets
- Arnsdorf (Warnoćicy) - 152 h.
- Brösang (Brězynka) - 67 h.
- Cossern (Kosarnja) - 91 h.
- Diehmen (Demjany) - 229 h.
- Doberschau (Dobruša) - 1181 h.
- Drauschkowitz (Družkecy) - 68 h.
- Dretschen (Drječin) - 113 h.
- Gaußig (Huska) - 618 h.
- Gnaschwitz (Hnašecy) - 318 h.
- Golenz (Holca) - 95 h.
- Grubschütz (Hrubjelčicy) - 264 h.
- Günthersdorf (Hunćericy) - 109 h.
- Katschwitz (Kočica) - 42 h.
- Naundorf (Nowa Wjes) - 361 h.
- Neu-Diehmen (Nowe Demjany) - 40 h.
- Neu-Drauschkowitz (Nowe Družkecy) - 38 h.
- Preuschwitz (Přišecy) - 51 h.
- Schlungwitz (Słónkecy) - 249 h.
- Techritz (Ćěchorjece) - 89 h.
- Weißnaußlitz (Běłe Noslicy) - 78 h.
- Zockau (Cokow) - 113 h.